# Fijación de precios de los activos
Este artículo está centrado en la teoría: para el uso de finanzas corporativas, consulte Valoración (finanzas); para la valoración de derivados e instrumentos de tasa de interés / renta fija ver Finanzas matemáticas.
En economía financiera, la fijación de precios de activos se refiere a un tratamiento formal y al desarrollo de dos principios de fijación de precios principales, descritos a continuación, junto con los modelos resultantes. Se han desarrollado muchos modelos para diferentes situaciones, pero en consecuencia, estos se derivan de la fijación de precios de los activos de equilibrio general o la fijación de precios de los activos racional, esta última corresponde a la fijación de precios neutral al riesgo. 
La teoría de la inversión, que es casi sinónima, abarca el conjunto de conocimientos utilizados para respaldar el proceso de toma de decisiones para elegir inversiones, y los modelos de fijación de precios de los activos se aplican para determinar la tasa de rendimiento requerida específica de los activos de la inversión, o el precio de los derivados sobre estas, para negociar o cubrirse

## Precios de activos de equilibrio general
Bajo la teoría del equilibrio general, los precios se determinan a través de la fijación de precios de mercado por oferta y demanda. Aquí, los precios de los activos satisfacen conjuntamente el requisito de que las cantidades de cada activo suministrado y las cantidades demandadas deben ser iguales a ese precio, lo que se denomina compensación de mercado. Estos modelos nacen de la teoría moderna de la cartera, con el modelo de fijación de precios de activos de capital (CAPM) como resultado prototípico. 
Los precios aquí se determinan con referencia a variables macroeconómicas: para el CAPM, el "mercado general"; para la riqueza general de CCAPM, de modo que las preferencias individuales se subsumen. El precio de equilibrio general se usa cuando se evalúan diversas carteras, creando un precio de activo para muchos activos.
El cálculo de una inversión o valor de la acción de esta manera, implica un pronóstico financiero para el negocio o proyecto en cuestión, donde los flujos de efectivo de salida se descuentan a la tasa devuelta por el modelo seleccionado, y luego se agregan; esta tasa a su vez refleja el "riesgo" de estos flujos de efectivo. (Tenga en cuenta que un enfoque alternativo, aunque menos común, es aplicar un método de "valoración fundamental", como el modelo T, que en su lugar se basa en información contable, intentando modelar el rendimiento en función del rendimiento financiero esperado de la compañía.) 

## Precios racionales
La fijación de precios racional también se aplica a los instrumentos de renta fija, como los bonos, que consisten en un solo activo. En general, este enfoque no agrupa los activos, sino que crea un precio de riesgo único para cada activo. 
El cálculo de los precios de las opciones (o sus "griegas" ) combina: (i) un modelo del comportamiento subyacente del precio (o " proceso "), es decir, el modelo de precios de activos seleccionado; y (ii) un método matemático que devuelve la prima (o sensibilidad) en función de este comportamiento. Consulte Valoración de opciones # Modelos de precios. 
El modelo clásico aquí es el de Black – Scholes, que describe la dinámica de un mercado que incluye derivados (con su fórmula de fijación de precios opcional); lo que lleva más generalmente a los precios de Martingale, así como a los modelos de un lado. Black – Scholes asume un proceso log-normal; los otros modelos, por ejemplo, incorporarán características como la reversión a la media, o serán "conscientes de la volatilidad de la superficie". 

## Interrelación
Estos principios están interrelacionados a través del teorema fundamental de fijación de precios de activos. Aquí, "en ausencia de arbitraje, el mercado impone una distribución de probabilidad, llamada medida neutral de riesgo o de equilibrio, en el conjunto de posibles escenarios de mercado, y ... esta medida de probabilidad determina los precios de mercado a través de expectativas descontadas".
En consecuencia, esto significa esencialmente que uno puede tomar decisiones financieras, utilizando la distribución de probabilidad neutral al riesgo consistente con los precios de equilibrio observados.  